# Frédérique Jossinet
Frédérique Jossinet, född den 16 december 1975 i Rosny-sous-Bois, Frankrike, är en fransk judoutövare.
Hon tog OS-silver i damernas extra lättvikt i samband med de olympiska judotävlingarna 2004 i Aten.